# Evighedsblomst
Evighedsblomst (Gnaphalium) er udbredt i Europa, Asien og Nordamerika. Det er stauder med filthårede blade og skud. Bladene er helrandede og sidder spredt. Kurvene sidder i endestillede stande. Blomsterne er brune. Det er en planteslægt, der indeholder følgende arter:
| Arter |

- Dværgevighedsblomst (Gnaphalium supinum)
- Gulhvid evighedsblomst (Gnaphalium luteo-album)
- Rank evighedsblomst (Gnaphalium sylvaticum)
- Sumpevighedsblomst (Gnaphalium uliginosum)
- Sæterevighedsblomst (Gnaphalium norvegicum)

Gul evighedsblomst (Helichrysum arenarium) henføres til slægten Evighedsblomst (Helichrysum).